# 太空炮彈
《太空炮彈》是一部於1987年上映的美國太空歌劇惡搞電影，由梅尔·布鲁克斯共同編劇、製片並執導。電影主要以《星際大戰》原始三部曲為戲仿對象，同時也諷刺了其他多部知名作品，包括《星際爭霸戰》、《異形》、《綠野仙蹤》、《2001太空漫遊》、《人猿星球》以及《變形金剛》等。本片主演陣容包括比尔·普尔曼、約翰·坎迪、里克·莫拉尼斯、戴芬·祖尼加、迪克·範·帕特恩、喬治·懷納和瓊·瑞佛斯，導演布魯克斯本人亦在片中飾演兩個角色。
該電影劇情圍繞傭兵隆·史達與其人狗混種搭檔巴福，兩人受僱拯救即將被綁架的德魯迪亞星公主薇絲帕以及她的護衛機器人多特·梅翠克斯。這場綁架由史庫魯布總統與其部屬黑頭盔以及桑德茲上校主導，意圖以公主為人質，勒索德魯迪亞星的空氣資源，以挽救自己星球的環境危機。隆·史達一行人在逃亡途中墜落至一座沙漠星球，並在當地遇見智慧的隱士優格特，對方指導他掌握名為「史瓦茲」的神秘力量，使其獲得對抗敵人的能力。與此同時，黑頭盔與桑德茲上校試圖重新尋回薇絲帕，卻因自身的笨拙與荒誕手段屢屢失敗。
本片由米高梅於1987年6月24日發行，憑藉其對當代科幻經典的幽默致敬與改編，在上映後逐漸成為邪典電影之一。2025年6月，本片續集正處於開發初期階段。新作由喬許·格林鮑姆執導，乔什·盖德與布魯克斯共同撰寫劇本，並由蓋德本人主演。該片預計將於2027年由亞馬遜米高梅工作室以院線形式發行。

## 演員
- 比尔·普尔曼 飾 隆·史達（Lone Starr），一名在銀河中旅行的傭兵，駕駛1986年款沃倫貝格Chieftain33型露營車「Eagle5」。[註 1]
- 約翰·甘迪（英语：John Candy） 飾 巴福（Barf），隆的搭檔，一位具有狗類特徵的外星人。[註 2]
- 戴芬·祖尼加（英语：Daphne Zuniga） 飾 薇絲帕公主（Princess Vespa），來自德魯迪亞星的公主。[註 3]
- 瓊·瑞佛斯聲演多特·梅翠克斯（Dot Matrix），薇絲帕公主的貼身機器人與守衛。[註 4]
  - 洛琳·亞內爾（英语：Lorene Yarnell）擔任梅翠克斯的幕前演出者。
- 瑞克·莫拉尼斯（英语：Rick Moranis） 飾 黑頭盔（Dark Helmet），「太空炮彈」陣營的首席指揮官，個性矮小、任性且幼稚，能操縱「史瓦茲」的負面力量。[註 5]
- 梅尔·布鲁克斯 飾 ：
  - 史庫魯布總統（President Skroob），太空球星的無能領袖，其名字為「Brooks」的字母倒寫。
  - 優格特（Yogurt），掌管「史瓦茲」正面力量的智者。[註 6]
- 喬治·懷納（英语：George Wyner） 飾 桑德茲上校（Colonel Sandurz），「星戰一號」的指揮官。[註 7]
- 迪克·范·帕頓（英语：Dick Van Patten） 飾 羅蘭國王（King Roland），德魯迪亞星的國王，薇絲帕公主的父親。
- 邁克爾·溫斯洛（英语：Michael Winslow） 飾 「星戰一號」上的雷達技師，以人聲模仿雷達音效。
- 羅尼·格拉漢姆（英语：Ronny Graham） 飾 神父。
- 吉姆·J·布洛克（英语：Jim J. Bullock） 飾 瓦利安王子（Prince Valium），一位患有嗜睡症的王子。
- 萊絲莉·貝維斯（英语：Leslie Bevis） 飾 鋯石指揮官（Commanderette Zircon），史庫魯布總統的女部屬。
- 山迪·赫爾伯格（英语：Sandy Helberg） 飾 歐文·施洛特金醫生（Dr.Irving Schlotkin），一位整形外科醫生。
- 多姆·德路易斯（英语：Dom DeLuise）為「比薩哈特」（Pizza the Hutt）配音，一名半人半比薩的黑幫首領。[註 8]
- 理查·卡隆（英语：Richard Karron）（原始拍攝）與Rick Lazzarini（補拍與最終版）擔任比薩哈特的幕前演出者，後者現場朗讀台詞，最終配音仍由德路易斯負責。
- 魯迪·德盧卡（英语：Rudy DeLuca） 飾 維尼（Vinnie），比薩哈特的機器人手下[註 9]
- 朗達·席爾（英语：Rhonda Shear） 飾 餐館女子。
- 傑夫·麥克格雷戈（英语：Jeff MacGregor） 飾 史諾提（Snotty）[註 10]，史庫魯布總統的部屬。[4]

約翰·赫特片中客串自己，戲仿其在《異形》中飾演的吉爾伯特·凱恩一角之死。多位演員與喜劇人飾演未具名角色，如薩爾·維斯庫索、麥可·普涅夫斯基、史蒂芬·托波洛斯基、羅伯特·普雷斯科特、湯姆·德瑞森、瑞克·杜科門、羅伯·保羅森（未掛名）、湯米·斯沃洛、提姆·拉斯等人，擔任黑頭盔的部屬。
其他角色還包括黛·楊飾女服務生、傑克·萊利飾報導比薩哈特死訊的新聞主播、肯·奧爾夫森飾引座員長、布萊恩·歐拜恩飾風琴手、布蘭達·史壯飾護士格雷琴、強尼·席佛飾球童亞諾，以及丹尼斯·蓋洛普和黛安·蓋洛普 飾演總統經常混淆名字的雙胞胎夏琳與瑪琳。
「汀克人」（Dinks，戲仿賈瓦人）由以下演員飾演：艾德·蓋爾、費力克斯·席拉、東尼·考克斯、AntonioHoyos、ArturoGil、JohnKennedyHayden。其配音則由柯瑞·伯頓、菲爾·哈特曼、崔絲·麥妮爾、約翰·帕拉貢與羅伯·保羅森擔綱（均未掛名）。

## 製作

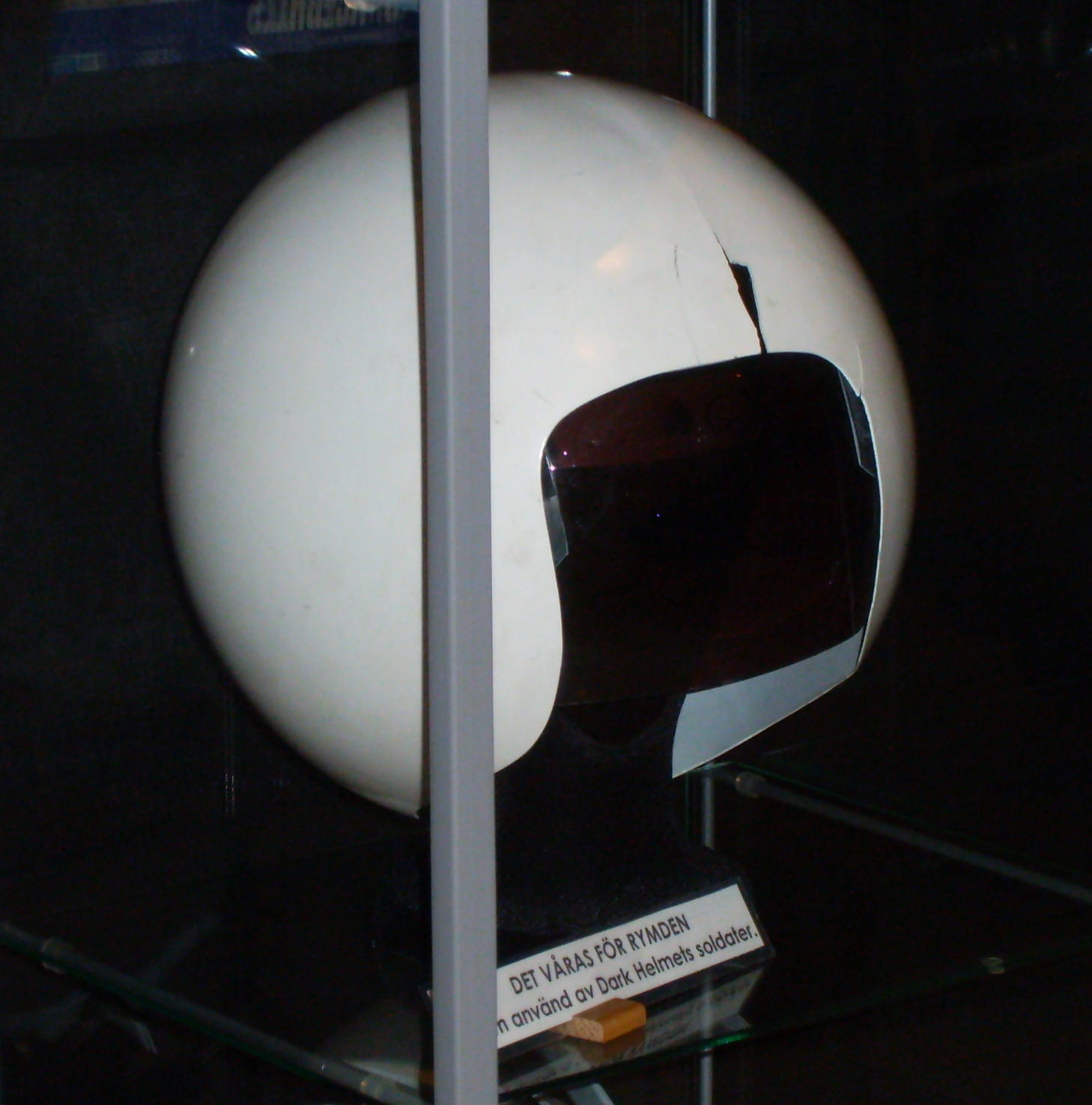
一頂電影中使用的頭盔，攝於斯德哥爾摩的一場展會。

在構思《太空炮彈》時，梅爾·布魯克斯希望這部惡搞電影能盡可能貼近原作風格。儘管劇中由布魯克斯飾演的優格特明言商品授權是一切重點，實際上他與《星際大戰》導演喬治·盧卡斯達成的協議中，明確規定不得為《太空炮彈》製作動作玩具。布魯克斯回憶說：「盧卡斯說：『你們的玩具會看起來跟我的一樣。』我就說，好吧。」
這項限制反而激發布魯克斯創作出優格講授「商品化」的橋段，並在片中多次插入虛構的《太空炮彈》商品，如餐墊與衛生紙等。雖然該片最終並未推出正式授權的周邊商品，布魯克斯之子——作家麥克斯·布魯克斯曾在2023年表示，他仍保留當年片中出現的優格娃娃。
布魯克斯也邀請了盧卡斯的公司協助後期製作。他回憶說：「我是在跟那些有權說『不』的人合作。」之後，盧卡斯還特別寫信給布魯克斯，表示他非常喜愛本片，尤其欣賞其劇情結構，並笑稱自己「笑到差點斷氣」。
飾演暗黑頭盔的瑞克·莫拉尼斯透露，早期劇本中該角色的服裝原本是「整套都包覆在巨大頭盔內」，後來才縮減為誇張版的黑武士頭盔造型。
本片的大部分視覺特效由Apogee Inc.製作，該公司由前光影魔幻工業成員約翰·戴克斯特拉創立。
比爾·普爾曼會接演隆·史達一角，是因布魯克斯與其妻子安妮·班克罗夫特觀賞過他在舞台劇上的演出。布魯克斯曾試圖邀請湯姆·克魯斯或湯姆·漢克斯擔綱主演，但都未成功。普爾曼回憶道：
我想（梅爾）對於他們不接受邀約感到受傷……但後來找來了當時兩位超人氣喜劇演員：約翰·坎迪與瑞克·莫拉尼斯。等到這兩位確定後，他就說，『那我就找一個沒人認識的人吧！』然後我就獲得了演出的機會。
女主角戴芬·祖尼加起初認為布魯克斯的喜劇「太低俗、不太好笑」，但在合作過程中轉變看法，她表示：「我原本覺得梅爾就是個神經兮兮、瘋瘋癲癲的人。他的確是。但他也非常敏銳，對演員很細膩，讓我們能自然地回應他。」

## 音樂
本片的官方原聲帶由大西洋唱片公司於黑膠唱片、CD與卡帶格式發行，收錄多首電影中出現的歌曲，以及由梅爾·布魯克斯長期合作作曲家約翰·莫里斯創作的三段配樂。
| 曲序     | 曲目                                                       | 词曲                                                                                         | 演唱／演奏者             | 时长  |
| -------- | ---------------------------------------------------------- | -------------------------------------------------------------------------------------------- | ------------------------ | ----- |
| 1.       | 〈Spaceballs Main Title Theme〉                            | 約翰·莫里斯                                                                                  | 約翰·莫里斯              | 2:30  |
| 2.       | 〈My Heart Has a Mind of Its Own〉                         | 葛蘿莉亞·斯克萊羅夫 藍尼·馬卡路索                                                            | 傑佛瑞·奧斯本與金·卡恩斯 | 3:56  |
| 3.       | 〈Heartstrings〉                                           | 約翰·克勞佛 （ 英语 ： John_Crawford_(musician)） 馬特·瑞德 羅伯·布里爾 泰莉·納恩 （ 英语 ： Terri_Nunn）                      | 柏林合唱團               | 4:10  |
| 4.       | 〈Spaceballs Love Theme Instrumental〉                     | 莫里斯                                                                                       | 約翰·莫里斯              | 2:22  |
| 5.       | 〈The Winnebago Crashes / The Spaceballs Build Mega-Maid〉 | 莫里斯                                                                                       | 約翰·莫里斯              | 2:25  |
| 6.       | 〈Spaceballs〉                                             | 克萊德·李伯曼 傑佛瑞·佩斯切托 梅爾·布魯克斯                                                  | 紡紗廠合唱團             | 3:43  |
| 7.       | 〈Hot Together〉                                           | 雪倫·羅賓森                                                                                  | 指標姐妹組合             | 4:11  |
| 8.       | 〈Good Enough〉                                            | 埃迪·范海伦 亞歷克斯·范·海倫 （ 英语 ： Alex_Van_Halen） 麥可·安東尼 （ 英语 ： Michael_Anthony_(musician)） 山米·海格 （ 英语 ： Sammy_Hagar） | 范·海倫                  | 4:02  |
| 9.       | 〈Wanna Be Loved by You〉                                  | 狄克·鮑爾雷                                                                                  | Ladyfire                 | 3:34  |
| 总时长： | 总时长：                                                   | 总时长：                                                                                     | 总时长：                 | 31:08 |

電影中也使用了〈Raise Your Hands〉，該歌曲由邦喬飛演唱。〈My Heart Has a Mind of Its Own〉一曲曾由莎莉·摩爾在1990年重新演唱並成為熱門單曲（美國成人當代榜第42名）。
在電影中，由賈瓦人改編的角色「Dinks」曾演唱了1914年的進行曲〈柏忌上校進行曲〉，但他們僅以「Dink」一詞配合旋律重複吟唱，戲仿了《桂河大桥》中角色吹奏該曲的橋段。
2006年，La-La Land Records發行了《太空炮彈——第19週年紀念版》CD，內含電影配樂與額外收錄之未使用曲目及替代版本。

## 發行與迴響

### 票房
本片預算約為2,550萬美元，在美國上映期間共計票房收入40,306,483美元，其中首週末收入為6,613,837美元，位居《警網》之後。

### 評價
《太空炮彈》自上映以來獲得影評人褒貶不一的評價。 根据評論匯總网站爛番茄汇总的104篇评论文章，52%的评论家给予该作正面评价，平均打分为5.9分（满分10分）。该网站总结的评论家共识是“《太空炮彈》裡有不錯的戲仿和有趣的角色，但與梅爾·布魯克斯的黃金時期相比仍有一段距離。”
在Metacritic上，14位影評人共給予了46分的分數（滿分100分），這部電影獲得了「評價褒貶不一或一般」。根據CinemaScore的觀眾調查結果，該片在A+至F的等級中獲得「B−」的平均評價。
電影上映時，《芝加哥太陽報》的罗杰·伊伯特]]給予本片4顆星中2.5星的評價，並評論道：「我很享受電影中的許多段落，但我一直覺得像是在看老片重映⋯⋯這部片應該早幾年拍出來，那時我們對《星際大戰》戲仿的胃口還沒完全耗盡。」
《芝加哥論壇報》的金·西斯克則給予3顆星（滿分4星），並指出「本片有夠多搞笑的視覺笑料，足以推薦這部風格極不穩定的電影」。《綜藝》雜誌則認為這部片是一場誤導性的惡搞，並不怎麼有趣。
本片在1987年臭名昭彰爛片獎中被評為「最爛電影」。

### 影響
本片在上映後的幾年間逐漸培養出一群邪典電影的追隨者。
特斯拉汽車以片中星際飛船的速度設定（光速、荒謬速、瘋狂速、格紋速）作為命名靈感，應用於自家車款的加速模式。作為向《太空炮彈》致敬，特斯拉推出了超越「瘋狂模式」（Insane Mode）的「荒謬模式」（Ludicrous Mode），以及更進一步的「格紋模式」（Plaid Mode）。
本片的一段片段連同其他《星際大戰》惡搞作品的片段，曾被剪輯成宣傳《STAR WARS：天行者的崛起》的網路影片「特別預覽」，用以展示《星際大戰》在大眾文化中的影響力。

## 家用媒體
《太空炮彈》最初於1988年2月推出VHS與LaserDisc格式，並在1990年代後期重新發行。VHS版曾發行兩次，其中後一版為寬螢幕格式。雷射影碟版本則包含梅爾·布魯克斯錄製的影評音軌，此音軌後來也被收錄至DVD與藍光版本中。電影於2000年4月25日首次推出DVD，包含製作特輯「the making‑of ...」以及一本收藏用「幕後製作」小冊子。2005年5月3日，推出了「收藏家版」，收錄更多額外內容，包括紀錄片與布魯克斯與湯瑪斯·米漢（Thomas Meehan）之間關於電影製作的訪談影片。2012年8月7日，發行「25週年紀念版」藍光光碟，除收錄2005年DVD的大部分特典外，亦新增了一段新製作的短片特輯。
2021年4月12日，基諾洛伯推出本片的Ultra HD Blu-ray版本，收錄歷來家用影帶版本的所有特典內容。

## 其他媒體
本片小說化版本於1987年6月1日出版，由R·L·斯坦以筆名撰寫，合作編劇尚有梅爾·布魯克斯、湯瑪斯·米漢與羅尼·葛拉漢。
《太空炮彈》亦改編為動畫影集《太空炮彈：動畫系列》，於2008年9月在美國的G4與加拿大的[Super Channel播出。
在美國成人喜劇影集《机器鸡》的〈機器雞：星際大戰〉特集中，「喬治·盧卡斯參加大會」段落出現一名穿著《太空炮彈》角色巴福裝扮的《星際大戰》粉絲。
莫拉尼斯曾在美國情境喜劇《金色年代》第21集〈Spaceballs〉配音回歸演出黑頭盔一角。

## 道具
一輛縮尺為1⁄12的Eagle 5（來自沃倫貝格車型）的模型於2018年12月11日進行拍賣。該模型由電影特效設計師格蘭特·麥昆製作，他亦曾參與製作《星際大戰》與《星艦奇航記》的模型製作。該模型於電影早期場景中首次亮相，出現在巴福與隆·史達登場的橋段中。此模型與其他同時期電影的特效道具一同於1988年夏季展出，展覽地點為芝加哥科學與工業博物館，其他展品包含《太空超人系列》與《大白鯊4》的相關物件。

## 續集
根據2013年里克·莫拉尼斯的受訪，他與梅爾·布魯克斯曾討論過拍攝續集的可能性，並提出片名為《太空炮彈3：尋找太空炮彈2》（Spaceballs III: The Search for Spaceballs II）的構想。然而，雙方未能就製作條件達成共識，該計畫未能推進。
2015年2月，布魯克斯表示他有意在下一部《星際大戰》電影上映後製作續集，並希望莫蘭尼斯能回歸演出。他透露該片可能命名為《太空炮彈2：尋找更多錢》（Spaceballs 2: The Search for More Money）。
然而，比爾·普曼於2020年2月接受《Daily Blast Live》訪問時表示：「那得看梅爾的意思了。問他是不是因為錢太多才不拍。」
2024年6月，續集正式宣布開拍，由布魯克斯擔任製片人，喬許·蓋德共同製作，導演由喬許·格林鮑姆擔任。
亞馬遜米高梅工作室於2025年6月宣布將負責本片的發行，並計劃於2027年在戲院上映。電影由Imagine Entertainment製作，朗·侯活、白賴仁·基沙與傑布·布羅迪（Jeb Brody）共同擔任製片人。根據《好萊塢報導》報導，該片將由路易斯·普曼（比爾·普曼之子）飾演主角星爆（Starburst），即隆·史塔與薇絲帕公主之子；琪琪·帕瑪飾演新角色命運（Destiny）；乔什·盖德亦會出演。
布魯克斯將回歸飾演Yogurt一角。 根據《Deadline Hollywood》報導，比爾·普曼與瑞克·莫蘭尼斯都將回歸，分別再度飾演隆·史塔與黑頭盔；《The Wrap》則確認戴芬·祖尼加將回歸飾演薇絲帕公主。
根據新聞稿指出，有尚未讀過劇本的內部人士將該片形容為：「不是前傳也不是重啟，而是續集的第二部作品，帶有重啟元素的系列擴展電影」。

## 外部連結
- 互联网电影数据库（IMDb）上《太空炮彈》的资料（英文）
- Box Office Mojo上《太空炮彈》的資料（英文）
- 美国电影学会目录上的《太空炮彈》（英文）
- TCM电影资料库上《太空炮彈》的资料（英文）